# Kloran
Ne doit pas être confondu avec Koran.

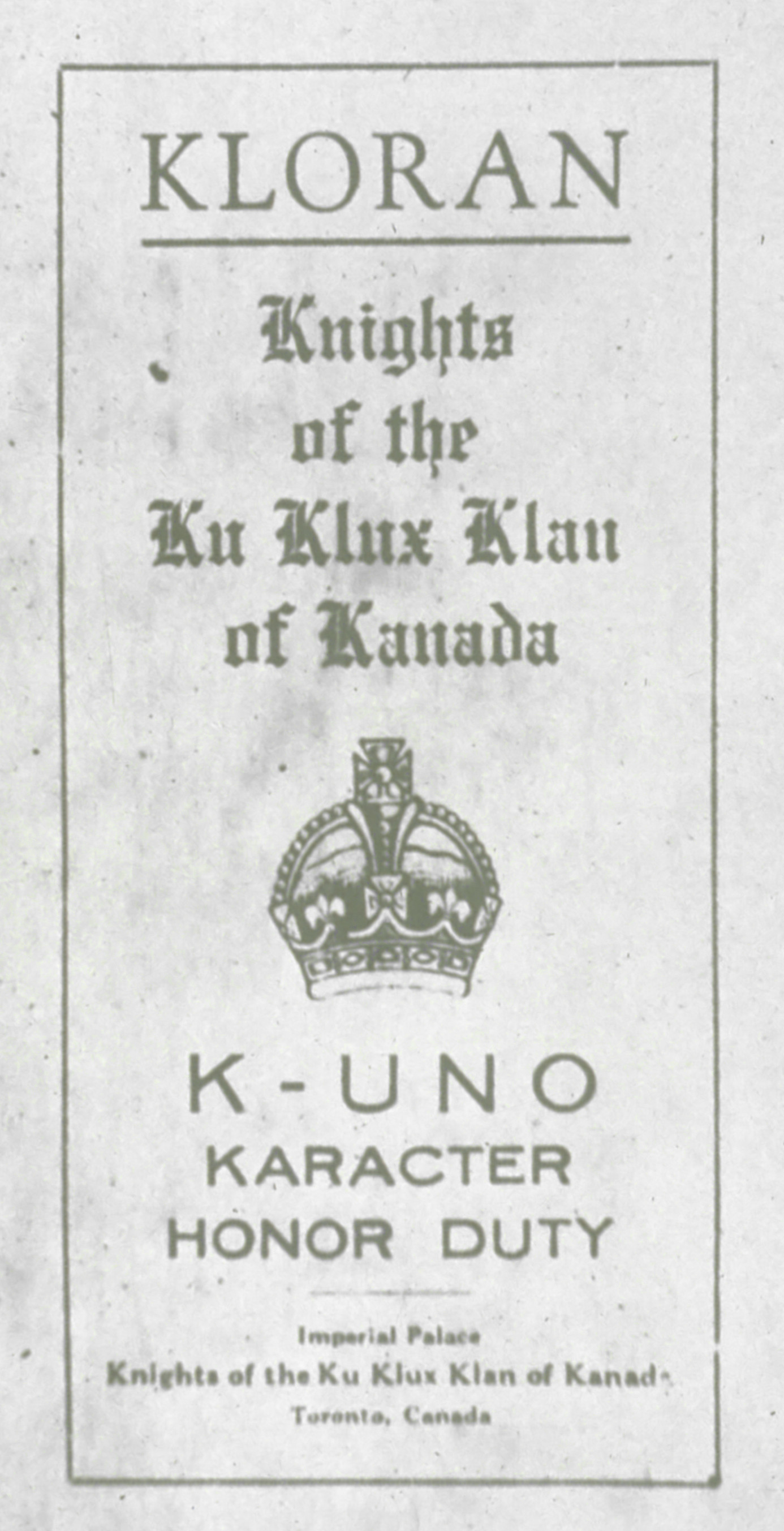
Kloran du Ku Klux Klan du Kanada

Le Kloran est le manuel du Ku Klux Klan. Les versions du Kloran contiennent généralement des descriptions détaillées du rôle des différents membres du Klan ainsi que des détails sur les cérémonies et les procédures du Klan.
Les lettres Kl étaient souvent utilisées au début des mots pour délimiter une association Klan. Exemples : Kloran, Klonversation (conversation), Klavern (caverne ou taverne ; succursale locale ou lieu de rencontre), Klavaliers, etc. Cela différait de la pratique de la reconstruction du Ku Klux Klan ; très peu de la terminologie du Reconstruction Klan a été reprise, et cela principalement pour les titres des hauts fonctionnaires de l'organisation. Le chef d'un Klavern individuel, par exemple, était un « Cyclope exalté ».
Le Kloran original a été écrit par William J. Simmons, pour ses "Chevaliers du Ku Klux Klan" revitalisé, c. 1915 . Il s'est fortement inspiré d'expériences antérieures de « fraternalisme » ; il était membre de nombreuses loges différentes et avait vendu des adhésions aux Woodmen of the World avant de décider de faire revivre le Klan. Le Klan a créé le Kloran comme moyen de partager des connaissances et de maintenir un ensemble de valeurs au sein de l'organisation.